# Fleringen
Fleringen (52° 23′ N, 6° 48′ L) é uma cidade dos Países Baixos, na província de Overijssel. Fleringen pertence ao município de Tubbergen, e está situada a 10 km, a leste de Almelo.
Em 2001, a cidade de Fleringen tinha 392 habitantes. A área urbana da cidade é de 0.12 km², e tem 131 residências. 
A área de Fleringen, que também inclui as partes periféricas da cidade, bem como a zona rural circundante, tem uma população estimada em 900 habitantes.